# Dietmar Zuson

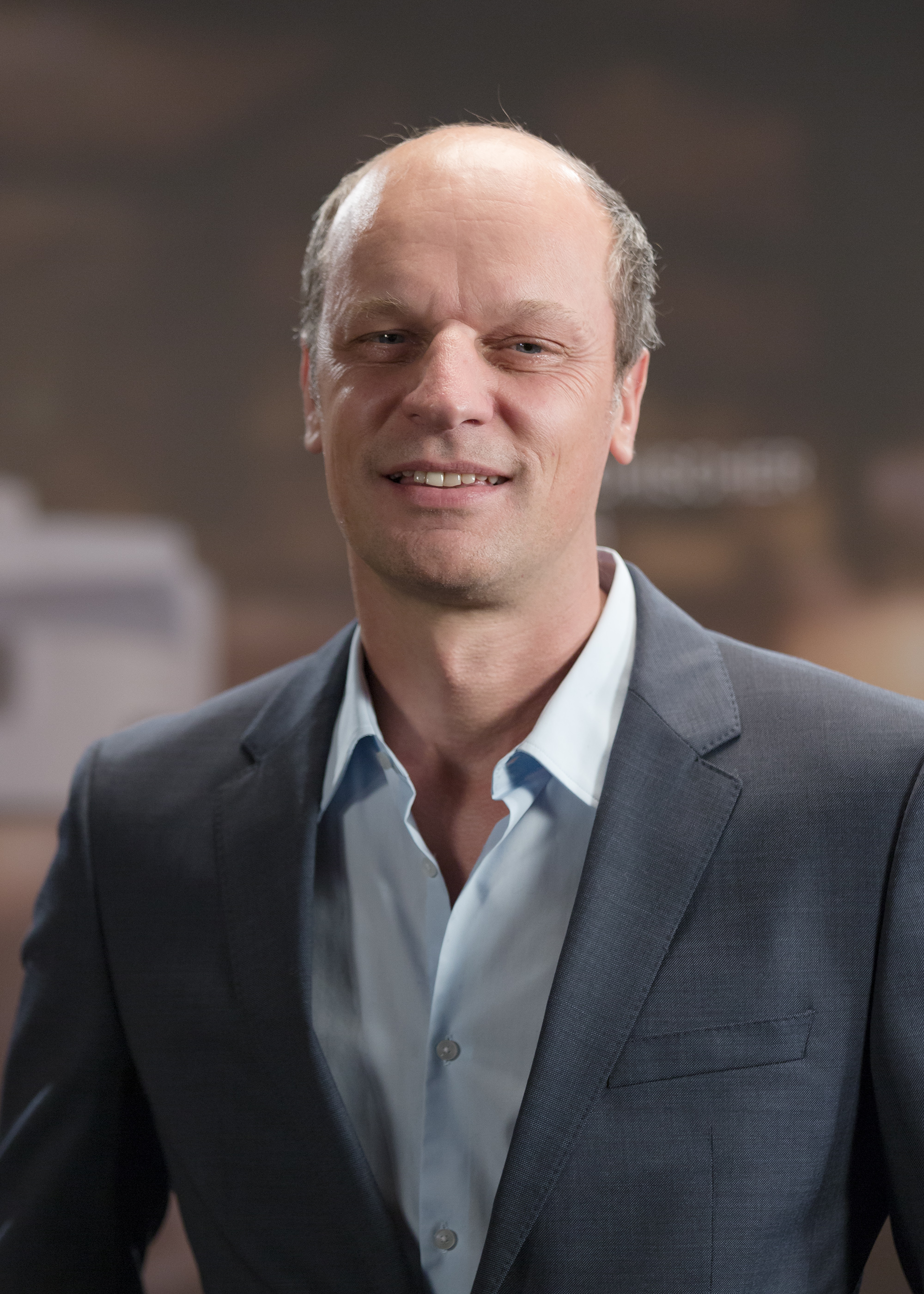
Dietmar Zuson (2017)

Dietmar Zuson (* 8. Dezember 1967 in Klagenfurt) ist ein österreichischer Filmtonmeister.

## Leben
Dietmar Zuson wuchs in Klagenfurt und Krumpendorf auf. Seit dem Studium lebt er in Wien, wo er eine Ausbildung an der School of Audio Engineering (SAE) absolvierte. Danach bewarb er sich bei einem ehemaligen Professor, in dessen Firma Filmtonmeister beschäftigt waren und war zunächst beim Film als Tonassistent tätig.
Zuson ist Mitglied der Akademie des Österreichischen Films.

## Filmografie (Auswahl)
- 1994: Hinterholzacht – 20 Jahre Abrechnung
- 1996–1998: Tohuwabohu
- 1996: Schwarzfahrer
- 1997: Bernhardiner & Katz
- 1997: Die Straße nach Istanbul
- 1997: Lieber reich und glücklich
- 1998: Black Flamingos – Sie lieben euch zu Tode
- 1998: Helden in Tirol
- 1998: Kubanisch rauchen
- 1999: Die Nichte und der Tod (Fernsehfilm)
- 1999: Geboren in Absurdistan
- 2000: Komm, süßer Tod
- 2000: Mein Boss bin ich (Dokumentation)
- 2000: Neonnächte – Der U-Bahn-Schlitzer
- 2001: Die Männer Ihrer Majestät
- 2001: Hainburg – Je t'aime, gendarme
- 2001: Jetzt bringen wir unsere Männer um
- 2002: Nogo
- 2002: Schneemann sucht Schneefrau
- 2003–2008: Trautmann
- 2003: Schwabenkinder
- 2003: Twinni
- 2004: Silentium
- 2005: Spiele Leben
- 2006: Das Weihnachts-Ekel
- 2006: Fallen
- 2006: König der Herzen
- 2006: Vom Ende der Eiszeit
- 2007: Immer nie am Meer
- 2008: Falco – Verdammt, wir leben noch!
- 2008: So schaut's aus – G'schichten vom Willi Resetarits (Dokumentation)
- 2008: Tatort: Exitus
- 2009: Der Knochenmann
- 2009: Lilly Schönauer – Paulas Traum
- 2009: Mein Kampf
- 2009: Tod aus der Tiefe
- 2010–2011: Der wilde Gärtner
- 2010: Mahler auf der Couch
- 2010: Meine Tochter nicht (Fernsehfilm)
- 2010: Tag und Nacht
- 2011: Das Glück dieser Erde
- 2011: Das Wunder von Kärnten
- 2011: Die Tänzerin – Lebe Deinen Traum
- 2012: Blutsbrüder teilen alles
- 2012: Die Lebenden
- 2012: Ein Sommer in Kroatien
- 2012: Inseln vor dem Wind
- 2012: Tatort: Falsch verpackt
- 2013: Blutgletscher
- 2013: Die Holzbaronin
- 2013: Tatort: Angezählt (Fernsehreihe)
- 2013: Tatort: Unvergessen (Fernsehreihe)
- 2014: Das finstere Tal (Kinofilm)
- 2014: Landkrimi – Die Frau mit einem Schuh  (Fernsehreihe)
- 2015: Landkrimi – Wenn du wüsstest, wie schön es hier ist  (Fernsehreihe)
- 2015–2016 Vorstadtweiber (Fernsehserie)
- 2016: Maikäfer flieg (Kinofilm)
- 2016: Landkrimi – Endabrechnung (Fernsehreihe)
- 2017: Maximilian – Das Spiel von Macht und Liebe
- 2017: Anna Fucking Molnar (Kinofilm)
- 2017: Baumschlager (Kinofilm)
- 2017: Licht (Kinofilm)
- 2017: Stadtkomödie – Harri Pinter, Drecksau (Fernsehreihe)
- 2017: Hexe Lilli rettet Weihnachten (Kinofilm)
- 2018: Landkrimi – Grenzland (Fernsehreihe)
- 2018: Kalte Füße (Kinofilm)
- 2019: Stadtkomödie – Der Fall der Gerti B. (Fernsehreihe)
- 2020: Letzter Wille (Fernsehserie)
- 2020: Landkrimi – Steirerwut (Fernsehreihe)
- 2021: Landkrimi – Steirertod (Fernsehreihe)
- 2022: Der Onkel – The Hawk
- 2022: Stadtkomödie – Der weiße Kobold (Fernsehreihe)
- 2022: Landkrimi – Steirerstern (Fernsehreihe)
- 2022: Totenfrau (Fernsehserie)
- 2022: Landkrimi – Steirergeld (Fernsehreihe)
- 2023: Im Schatten der Angst – Du sollst nicht lügen (Fernsehfilm)
- 2023: Landkrimi – Steirerangst (Fernsehreihe)
- 2023: Landkrimi – Steirerschuld (Fernsehreihe)
- 2024: Beasts Like Us (Fernsehserie)
- 2024: Landkrimi – Steirergift (Fernsehreihe)
- 2024: Der Vierer
- 2024: Landkrimi – Steirermord (Fernsehreihe)
- 2024: Engel mit beschränkter Haftung (Fernsehfilm)

## Auszeichnungen
- Deutscher Filmpreis 2014 – Beste Tongestaltung für Das finstere Tal, gemeinsam mit Christof Ebhardt und Tschangis Chahrokh
- Österreichischer Filmpreis – Kategorie Beste Tongestaltung
  - 2014 für Blutgletscher, gemeinsam mit Nils Kirchhoff, Philipp Kemptner und Bernhard Maisch
  - 2015 für Das finstere Tal, gemeinsam mit Christof Ebhardt und Tschangis Chahrokh
  - 2017 für Maikäfer flieg, gemeinsam mit Thomas Pötz und Sebastian Watzinger

## Nominierungen
- Österreichischer Filmpreis – Kategorie Beste Tongestaltung
  - 2011 für Tag und Nacht, gemeinsam mit Veronika Hlawatsch und Bernhard Maisch
  - 2012 für Black Brown White, gemeinsam mit Nils Kirchhoff, Bernhard Maisch und Philipp Mosser
  - 2013 für Die Lebenden, gemeinsam mit Tobias Fleig
  - 2018 für Licht, gemeinsam mit Christian Conrad und Alexander Koller